# Pierre Bost

Unterschrift aus einer Buchwidmung

Pierre Bost (geboren 5. September 1901 in Lasalle; gestorben 6. Dezember 1975 in Paris) war ein französischer Journalist, Schriftsteller und Drehbuchautor.

## Leben
Pierre Bost wuchs in Le Havre auf und lebte seit dem Ende des Ersten Weltkriegs in Paris. Er arbeitete als Journalist, veröffentlichte zwischen 1924 und 1945 an die zwanzig Romane, Erzählbände, Theaterstücke und Essays und gehörte damit zu den bedeutenden französischen Literaten der Zwischenkriegszeit. Er schrieb im Stil des französischen psychologischen Romans. 1931 gewann er für den Roman Le Scandale den Prix Interallié. 1937 war er Chefredakteur der Frauenillustrierten Marie Claire.
Ab 1940 schrieb er, auch in der Zeit der deutschen Besetzung Frankreichs, gemeinsam mit Jean Aurenche Drehbücher, die u. a. von Claude Autant-Lara, Jean Delannoy und René Clément verfilmt wurden. Diese Filme waren großenteils Adaptionen von literarischen Werken, die nach einem von den beiden entwickelten „Verfahren der Äquivalenz“ für den Film umgearbeitet wurden. Unter ihren bekannteren Werken waren Stürmische Jugend nach Raymond Radiguet, Zwei Mann, ein Schwein und die Nacht von Paris und  Die grüne Stute, beide nach Marcel Aymé, aber auch Werke von Stendhal und Émile Zola.
Im Jahr 1954 wurden Bost und Aurenche vom Filmkritiker François Truffaut in der Filmzeitschrift Cahiers du cinéma in dem Artikel Une Certaine Tendance du Cinéma Français für ihre  Arbeitsweise angegriffen. Mit seiner radikalen Kritik machte Truffaut den Weg frei für die Nouvelle Vague im französischen Film der 1960er Jahre. Bosts Filmschaffen der Nachkriegszeit dagegen geriet in Vergessenheit.
Bost arbeitete 1974/76 noch in zwei Filmen mit Bertrand Tavernier zusammen, das Drehbuch für Der Richter und der Mörder erhielt 1977 einen César. Im Jahr 1984 verfilmte Tavernier seinerseits Bosts Roman Monsieur Ladmiral va bientôt mourir unter dem Titel Ein Sonntag auf dem Lande und hatte damit großen Erfolg.
Bosts jüngerer Bruder Jacques-Laurent Bost (1916–1990) wurde ebenfalls Journalist.

## Drehbücher (Auswahl)
- 1943: Irrwege der Herzen (Douce)
- 1946: Schienenschlacht (La bataille du rail)
- 1947: Stürmische Jugend (Le Diable au corps)
- 1949: Die Mauern von Malapaga (Le mura di Malapaga)
- 1950: Gott braucht Menschen (Dieu a besoin des hommes)
- 1950: Rendezvous in Paris  (Le château de verre)
- 1951: Die rote Herberge (L’auberge rouge)
- 1952: Männer ohne Tränen (La voce del silenzio)
- 1952: Die sieben Sünden (Les sept péchés capitaux)
- 1952: Verbotene Spiele (Jeux interdits)
- 1954: Rot und Schwarz (Le rouge et le noir)
- 1954: Liebe, Frauen und Soldaten (Destinées)
- 1954: Erwachende Herzen (Le blé en herbe)
- 1956: Gervaise
- 1955: Wie verlorene Hunde (Chiens perdus sans collier)
- 1956: Zwei Mann, ein Schwein und die Nacht von Paris (La traversée de Paris)
- 1957: Auge um Auge (L‘œil pour œil)
- 1958: Das Spiel war sein Fluch (Le joueur)
- 1958: Mit den Waffen einer Frau (En cas de malheur)
- 1959: Die grüne Stute (La jument verte)
- 1959: Die Schüler (Le chemin des écoliers)
- 1961: Halt mal die Bombe, Liebling (Che gioia vivere)
- 1961: Verbrechen aus Liebe (Le crime ne paie pas)
- 1961: Hinter fremden Fenstern (Le rendez-vous)
- 1963: Der Mörder (Le Meurtrier)
- 1964: Heimliche Freundschaften (Les Amitiés particulières)
- 1966: Brennt Paris? (Paris brûle-t-il?)
- 1972: Le chateau perdu
- 1974: Der Uhrmacher von St. Paul (L'Horloger de Saint-Paul)
- 1976: Der Richter und der Mörder (Le juge et l’assassin)

## Schriften (Auswahl)
- Hercule et mademoiselle. Paris : Gallimard, 1924
  - Herkules und Mademoiselle und andere Novellen. Übersetzung Lina Frender. Berlin : Weltgeist-Bücher, 1927
- L'imbécile. Paris : Gallimard, 1924
- Prétextat. Paris : Gallimard, 1925
- Voyage de l'esclave. Paris : Éditions Marcelle Lesage, 1926
- Crise de croissance. Paris : Gallimard, 1926
- À la porte. Paris : Au sans pareil, 1927
- Faillite. Paris : Gallimard, 1928
  - Bankrott. Roman. Übersetzung E. V. München : Drei Masken Verlag, 1930
  - Bankrott. Roman. Übersetzung und mit einem Nachwort von Rainer Moritz : Zürich: Dörlemann, 2015
- Anaïs. Paris : Gallimard, 1930
- Briançon. Grenoble : Éditions Dardelet, 1930
- Mesdames et messieurs. Paris : Gallimard, 1931
- Le Scandale. Paris : Gallimard, 1931
- Faux numéros. Paris : Gallimard, 1932
- Porte-Malheur. Paris : Éditions Le Dilettante, 1932
- Un grand personnage. Paris : Gallimard, 1935
- Homicide par imprudence. Paris : Gallimard, 1936
- La haute fourche. Paris : Éditions de Minuit, 1945
- Monsieur Ladmiral va bientôt mourir. Paris : Gallimard, 1945
  - Ein Sonntag auf dem Lande : Roman. Übersetzung Rainer Moritz. Zürich : Dörlemann, 2013
- Un an dans un tiroir. Paris : Éditions Le Dilettante, 1945
- mit Pierre Darbon; Pierre Quet: La Puissance et la Gloire. Paris : Robert Laffont, 1952
- mit Claude-André Puget: Un nommé Judas. Paris : La Table Ronde, 1956
- mit Jean Aurenche; Claude Brule; Georges Neveux: Molière pour rire et pour pleurer. Paris : Presses de la Cité, 1973